# Slovenien i olympiska sommarspelen 2004
Slovenien i olympiska sommarspelen 2004 bestod av 79 idrottare som blivit uttagna av Sloveniens olympiska kommitté.

## Cykling
Herrarnas linjelopp
- Andrej Hauptman
  - 5:41:56 (5:a totalt, 0:12 bakom)
- Uroš Murn
  - 5:44:13 (50:a totalt, 2:29 bakom)
- Gorazd Stangelj
  - 5:43:20 (43:a totalt, 1:36 bakom)
- Tadej Valjavec
  - 5:41:56 (26:a totalt, 0:12 bakom)

Herrarnas tempolopp
- Gorazd Stangelj
  - 1:03:45.84 (35:a totalt, 6:14.10 bakom)

## Friidrott
Herrarnas 100 meter
- Matic Osovnikar
  - Omgång 1 — 10.15 s (3:a i heat 4, kvalificerad, T-9:a totalt) (nationellt rekord)
  - Omgång 2 — 10.26 s (4:a i heat 2, gick inte vidare, 26:a totalt)

Herrarnas 200 meter
- Matic Osovnikar
  - Omgång 1 — 20.57 s (4:a i heat 6, kvalificerad, 11:a totalt) (Personbästa)
  - Omgång 2 — 20.47 s (4:a i heat 3, kvalificerad, 13:a totalt) (nationellt rekord)
  - Semifinal — 20.89 s (8:a i semifinal 2, gick inte vidare, T-15:a totalt)

Herrarnas 400 meter
- Matija Šestak
  - Omgång 1 — 45.88 s (4:a i heat 7, kvalificerad, T-22:a totalt)
  - Semifinal — 46.54 s (7:a i semifinal 2, gick inte vidare, 23:a totalt)

Herrarnas maraton
- Roman Kejžar
  - 2:23:34 (54:a totalt)

Herrarnas 110 meter häck
- Damjan Zlatnar
  - Omgång 1 — 13.66 s (7:a i heat 2, kvalificerad, 32:a totalt) (nationellt rekord)
  - Omgång 2 — did not start

Herrarnas 3 000 meter hinder
- Boštjan Buč
  - Omgång 1 — 8:37.29 (10:a i heat 1, gick inte vidare, 31:a totalt)

Herrarnas höjdhopp
- Rožle Prezelj
  - Kval — 2.20 m (T-11:a i grupp B, gick inte vidare, T-20:a totalt)

Herrarnas stavhopp
- Jure Rovan
  - Kval — 5.50 m (13:a i grupp A, gick inte vidare, 25:a totalt)

Herrarnas längdhopp
- Gregor Cankar
  - Kval — 7.32 m (20:a i grupp A, gick inte vidare, 39:a totalt)

Herrarnas tresteg
- Boštjan Simunič
  - Kval — 16.07 m (20:a i grupp B, gick inte vidare, 37:a totalt)

Herrarnas kulstötning
- Miroslav Vodovnik
  - Kval — 20.04 m (6:a i grupp B, kvalificerad, 12:a totalt)
  - Final A — 19.34 m (11:a totalt, gick inte vidare)

Herrarnas diskuskastning
- Igor Primc
  - Kval — 56.33 m (17:a i grupp B, gick inte vidare, 30:a totalt)

Herrarnas släggkastning
- Primož Kozmus
  - Kval — 78.81 m (4:a i grupp B, kvalificerad, 4:a totalt) (säsongsbästa)
  - Final A — 77.08 m (7:a totalt, kvalificerad)
  - Final B: 78.56 m (6:a totalt)

Herrarnas spjutkastning
- Peter Zupanc
  - Kval — 77.34 m (11:a i grupp A, gick inte vidare, 22:a totalt)

Damernas 100 meter
- Merlene Ottey
  - Omgång 1 — 11.14 s (2:a i heat 2, kvalificerad, T-2:a totalt)
  - Omgång 2 — 11.24 s (3:a i heat 3, kvalificerad, 11:a totalt)
  - Semifinal — 11.21 s (5:a i semifinal 2, gick inte vidare, T-10:a totalt)

Damernas 200 meter
- Merlene Ottey
  - Omgång 1 — 22.72 s (3:a i heat 7, kvalificerad, 8:a totalt) (nationellt rekord)
  - Omgång 2 — 23.07 s (4:a i heat 4, kvalificerad, 14:a totalt)
  - Semifinal — Fullföljde inte

Ottey skadades de första 20 metrarna i semifinalen, och fick då avsluta sina spel.
- Alenka Bikar
  - Omgång 1 — 23.09 s (2:a i heat 1, kvalificerad, 23:a totalt)
  - Omgång 2 — 23.38 s (7:a i heat 2, gick inte vidare, 27:a totalt)

Damernas 800 meter
- Jolanda Čeplak
  - Omgång 1 — 2:00.61 (1:a i heat 1, kvalificerad, 5:a totalt)
  - Semifinal — 1:58.80 (2:a i round 2, kvalificerad, 5:a totalt)
  - Final: 1:56.43 (Brons) (säsongsbästa)

Damernas 10 000 meter
- Helena Javornik
  - 31:06.63 (10:a totalt) (nationellt rekord)

Damernas stavhopp
- Teja Melink
  - Kval — 4.15 m (T-12:a i grupp A, gick inte vidare, T-24:a totalt)

Damernas längdhopp
- Tina Čarman
  - Kval:5.72 m (19:a i grupp A, gick inte vidare, 36:a totalt)

## Handboll
Herrar
| Nr | Pos. | Namn            | Födelsedatum (ålder)     | Klubb                 |
| -- | ---- | --------------- | ------------------------ | --------------------- |
| 1  | MV   | Dušan Podpečan  | 12 oktober 1975 (28 år)  | RK Gorenje            |
| 2  | VB   | Miladin Kozlina | 11 februari 1983 (21 år) | Celje Pivovarna Laško |
| 4  | HB   | Renato Vugrinec | 9 juni 1975 (29 år)      | Celje Pivovarna Laško |
| 5  | VY   | Zoran Jovičič   | 4 november 1976 (27 år)  | RK Prevent            |
| 6  | VY   | Andrej Kastelic | 6 april 1971 (33 år)     | RD Prule 67           |
| 7  | VY   | Vid Kavtičnik   | 24 maj 1984 (20 år)      | RK Gorenje            |
| 8  | P    | Marko Oštir     | 7 juni 1977 (27 år)      | RK Gorenje            |
| 9  | HB   | Jure Natek      | 30 mars 1982 (22 år)     | Celje Pivovarna Laško |
| 13 | P    | Tomaž Tomšič    | 17 augusti 1972 (31 år)  | US Ivry Handball      |
| 14 | VB   | Siarhei Rutenka | 29 augusti 1981 (22 år)  | Celje Pivovarna Laško |
| 15 | VB   | Aleš Pajovič    | 6 januari 1979 (25 år)   | BM Ciudad Real        |
| 16 | MV   | Beno Lapajne    | 10 juni 1973 (31 år)     | RK Gold Club          |
| 17 | HY   | Matjaž Brumen   | 23 december 1982 (21 år) | Celje Pivovarna Laško |
| 18 | MB   | Uroš Zorman     | 9 januari 1980 (24 år)   | Celje Pivovarna Laško |
| 20 | HY   | Luka Žvižej     | 9 december 1980 (23 år)  | FC Barcelona          |

Gruppspel
| Lag       | Pld | W | D | L | GF  | GA  | GD  | Poäng |
| --------- | --- | - | - | - | --- | --- | --- | ----- |
| Kroatien  | 5   | 5 | 0 | 0 | 146 | 129 | +17 | 10    |
| Spanien   | 5   | 4 | 0 | 1 | 154 | 137 | +17 | 8     |
| Sydkorea  | 5   | 2 | 0 | 3 | 148 | 148 | 0   | 4     |
| Ryssland  | 5   | 2 | 0 | 3 | 145 | 145 | 0   | 4     |
| Island    | 5   | 1 | 0 | 4 | 143 | 158 | –15 | 2     |
| Slovenien | 5   | 1 | 0 | 4 | 130 | 149 | –19 | 2     |

## Judo
Herrarnas lättvikt (-73 kg)
- Saso Jereb
  - Sextondelsfinal — Bye
  - Åttondelsfinal — Förlorade mot Nouredinne Yagoubi från Algeriet (Kuchiki-taoshi; ippon - 3:07)

Herrarnas halv lättvikt (-52 kg)
- Petra Nareks
  - Sextondelsfinal — Förlorade mot Salima Souakri från Algeriet (straffpoäng; 2 shidos)

Herrarnas halv mellanvikt (-63 kg)
- Urška Žolnir
  - Sextondelsfinal — Bye
  - Åttondelsfinal — Besegrade Driulys González från Kuba (straffpoäng; 2 shidos)
  - Kvartsfinal — Besegrade Gelle Vandecaveye från Belgien (Sukui-nage; ippon - 2:18)
  - Semifinal — Förlorade mot Claudia Heill från Österrike (Hansoku-make; 4 shidos)
  - Bronsmatch: Besegrade Marie Helene Chisolm från Kanada (straffpoäng; 3 shidos) (Brons)

Herrarnas mellanvikt (-70 kg)
- Raša Sraka
  - Sextondelsfinal — Bye
  - Åttondelsfinal — Förlorade mot Masae Ueno från Japan (Ouchi-gari; waza-ari) (gick vidare till återkval)
  - Återkval omgång 1 — Besegrade Celita Schutz från USA (straffpoäng; 2 shidos)
  - Återkval omgång 2 — Förlorade mot Catherine Jacques från Belgien (Uki-waza; w'ari ippon - 2:54)

Herrarnas tungvikt (+78 kg)
- Lucija Polavder
  - Sextondelsfinal — Förlorade mot Sandra Köppen från Tyskland (Yoko-shiho-gatame; ippon - 1:18)

## Kanotsport
Slalom
Herrarnas C-1 slalom
- Simon Hočevar
  - Heat — 209,35 (Åk 1 — 104,17, 9:e, Åk 2 — 105,18, 11:e, 9:e totalt, kvalificerad)
  - Semifinal — 100,24 (8:e totalt, kvalificerad)
  - Final: 99,54 (Totalt — 199,78, 6:e totalt)

Herrarnas K-1 slalom
- Uroš Kodelja
  - Heat — 200,23 (Åk 1 — 102,24, 19:e, Åk 2 — 97,99, 13:e, 17:e totalt, kvalificerad)
  - Semifinal — 96,68 (8:e totalt, kvalificerad)
  - Final: 104,93 (Totalt — 201,61, 10:e totalt)

Damernas K-1 slalom
- Nada Mali
  - Heat — 278,48 (Åk 1 — 165,65, 19:e, Åk 2 — 110,83, 10:e, 19:e totalt, gick inte vidare)

Sprint
Herrarnas K-1 1000 m
- Jernej Zupancic Regent
  - Heat — 3:32,552 (7:a i heat 1, gick till semifinal)
  - Semifinal — 3:35,050 (6:a i semifinal 1, gick inte vidare, 15:e totalt)

## Rodd
Herrar
| Idrottare                                              | Gren              | Heat    | Heat      | Återkval | Återkval  | Semifinal | Semifinal | Final   | Final     | Final |
| Idrottare                                              | Gren              | Tid     | Placering | Tid      | Placering | Tid       | Placering | Tid     | Placering |       |
| ------------------------------------------------------ | ----------------- | ------- | --------- | -------- | --------- | --------- | --------- | ------- | --------- | ----- |
| Davor Mizerit                                          | Singelsculler     | 7:24,60 | 3 R       | 7:01,31  | 1 SA/B/C  | 7:04,07   | 3 FB      | 6:55,64 | 9         |       |
| Andrej Hrabar Matija Pavšič                            | Tvåa utan styrman | 7:05,36 | 5 R       | 6:30,89  | 3 SA/B    | 6:46,12   | 5 FB      | 6:27,11 | 9         |       |
| Iztok Čop Luka Špik                                    | Dubbelsculler     | 6:45,26 | 1 SA/B    | BYE      | BYE       | 6:11,96   | 1 FA      | 6:31,72 | 2         |       |
| Janez Klemenčič Miha Pirih Tomaž Pirih Gregor Sračnjek | Fyra utan styrman | 6:25,36 | 3 SA/B    | BYE      | BYE       | 5:55,53   | 4 FB      | 5:50,59 | 9         |       |

## Segling
Herrar
| Seglare                  | Gren      | Lopp | Lopp | Lopp | Lopp | Lopp | Lopp | Lopp | Lopp | Lopp | Lopp | Lopp | Summerad poäng | Finalplacering |
| Seglare                  | Gren      | 1    | 2    | 3    | 4    | 5    | 6    | 7    | 8    | 9    | 10   | M*   | Summerad poäng | Finalplacering |
| ------------------------ | --------- | ---- | ---- | ---- | ---- | ---- | ---- | ---- | ---- | ---- | ---- | ---- | -------------- | -------------- |
| Gašper Vinčec            | Finnjolle | 4    | 24   | 14   | 19   | DNF  | 19   | 8    | 17   | 18   | 5    | 23   | 151            | 20             |
| Tomaž Čopi Davor Glavina | 470       | 13   | 13   | 17   | 6    | 15   | 20   | 8    | 19   | 15   | 6    | 14   | 126            | 14             |

M = Medaljlopp; EL = Eliminerad – gick inte vidare till medaljloppet;
Damer
| Seglare                    | Gren | Lopp | Lopp | Lopp | Lopp | Lopp | Lopp | Lopp | Lopp | Lopp | Lopp | Lopp | Summerad poäng | Finalplacering |
| Seglare                    | Gren | 1    | 2    | 3    | 4    | 5    | 6    | 7    | 8    | 9    | 10   | M*   | Summerad poäng | Finalplacering |
| -------------------------- | ---- | ---- | ---- | ---- | ---- | ---- | ---- | ---- | ---- | ---- | ---- | ---- | -------------- | -------------- |
| Vesna Dekleva Klara Maučec | 470  | 3    | 5    | 14   | 18   | 2    | 15   | 1    | 2    | 18   | 3    | 2    | 65             | 4              |

M = Medaljlopp; EL = Eliminerad – gick inte vidare till medaljloppet;
Öppen
| Seglare        | Gren  | Lopp | Lopp | Lopp | Lopp | Lopp | Lopp | Lopp | Lopp | Lopp | Lopp | Lopp | Summerad poäng | Finalplacering |
| Seglare        | Gren  | 1    | 2    | 3    | 4    | 5    | 6    | 7    | 8    | 9    | 10   | M*   | Summerad poäng | Finalplacering |
| -------------- | ----- | ---- | ---- | ---- | ---- | ---- | ---- | ---- | ---- | ---- | ---- | ---- | -------------- | -------------- |
| Vasilij Žbogar | Laser | 21   | 13   | 3    | 8    | 4    | 1    | 14   | 1    | 14   | 5    | 13   | 76             | 3              |

M = Medaljlopp; EL = Eliminerad – gick inte vidare till medaljloppet;

## Tennis
| Spelare                        | Gren      | Omgång 1                      | Omgång 2                         | Åttondelsfinaler  | Kvartsfinaler     | Semifinaler       | Final / BM        | Final / BM       |
| Spelare                        | Gren      | Motståndare Poäng             | Motståndare Poäng                | Motståndare Poäng | Motståndare Poäng | Motståndare Poäng | Motståndare Poäng | Placering        |
| ------------------------------ | --------- | ----------------------------- | -------------------------------- | ----------------- | ----------------- | ----------------- | ----------------- | ---------------- |
| Maja Matevžič                  | Damsingel | Obata (JPN) W 7–6(7–3), 7–5   | Williams (USA) L 0–6, 0–6        | Gick inte vidare  | Gick inte vidare  | Gick inte vidare  | Gick inte vidare  | Gick inte vidare |
| Tina Pisnik                    | Damsingel | Black (ZIM) L 3–7, 7–5, 4–6   | Gick inte vidare                 | Gick inte vidare  | Gick inte vidare  | Gick inte vidare  | Gick inte vidare  | Gick inte vidare |
| Katarina Srebotnik             | Damsingel | Sánchez (ESP) W 6–3, 0–6, 6–4 | Molik (AUS) L 5–7, 4–6           | Gick inte vidare  | Gick inte vidare  | Gick inte vidare  | Gick inte vidare  | Gick inte vidare |
| Tina Križan Katarina Srebotnik | Damdubbel | i.u.                          | Dechy / Testud (FRA) L 5–7, 3–6  | Gick inte vidare  | Gick inte vidare  | Gick inte vidare  | Gick inte vidare  | Gick inte vidare |
| Maja Matevžič Tina Pisnik      | Damdubbel | i.u.                          | Yan Z / Zheng J (CHN) L 1–6, 2–6 | Gick inte vidare  | Gick inte vidare  | Gick inte vidare  | Gick inte vidare  | Gick inte vidare |